# آگوستین ایجنگو
آگوستین ایجنگو (انگلیسی: Augustine Ejangue؛ زادهٔ ۱۹ ژانویهٔ ۱۹۸۹) بازیکن فوتبال اهل کامرون است.
از باشگاه‌هایی که در آن بازی کرده‌است می‌توان به باشگاه فوتبال زنان تیرسو اشاره کرد.
وی همچنین در تیم ملی فوتبال زنان کامرون بازی کرده‌است.